# 이규한 (배우)
이규한(李奎翰, 1980년 8월 4일 ~ )은 대한민국의 배우이다.

## 학력
- 윤중중학교 (졸업)
- 여의도고등학교 (졸업)
- 국민대학교 연극영화과 (중퇴)

## 연기 활동

### 드라마
| 연도                | 방송사                                       | 제목                                              | 역할     | 비고     |
| ------------------- | -------------------------------------------- | ------------------------------------------------- | -------- | -------- |
| 1996 ~ 1997         | KBS2                                         | 스타트                                            | 엄준호   |          |
| 1998                | MBC                                          | 주말연속극 《사랑과 성공》                        | 김명수   |          |
| 1999                | MBC                                          | 주말연속극 《사랑과 성공》                        | 김명수   |          |
| 미니시리즈 《청춘》 | MBC                                          | 수현                                              |          |          |
| SBS                 | 청춘시트콤 《행진》                          | 규한                                              |          |          |
| SBS                 | 일요드라마 《카이스트》                      | 이규한                                            |          |          |
| SBS                 | 일요드라마 《카이스트》                      | 이규한                                            | 2000     |          |
| MBC                 | 미니시리즈 《뜨거운 것이 좋아》              | 강철호                                            |          |          |
| MBC                 | 2005                                         | 미니시리즈 《내 이름은 김삼순》                   | 민현우   |          |
| SBS                 | 2005                                         | 드라마스페셜 《사랑은 기적이 필요해》             | 진정표   |          |
| 2007                | MBC                                          | 미니시리즈 《케세라세라》                         | 신준혁   |          |
| 2009                | MBC                                          | 납량특집드라마 《혼》                             | 서준희   |          |
| 2009                | SBS                                          | 주말 특별기획 《그대 웃어요》                     | 이한세   |          |
| 2010                | SBS                                          | 주말 특별기획 《그대 웃어요》                     | 이한세   |          |
| MBC                 | 일일시트콤 《볼수록 애교만점》               | 이규한                                            |          |          |
| KBS2                | 단막극 《KBS 드라마 스페셜 - 달팽이 고시원》 | 방준성                                            |          |          |
| 2011                | MBC                                          | 미니시리즈 《내 마음이 들리니》                   | 이승철   |          |
| 2011                | SBS                                          | 주말극장 《내일이 오면》                          | 이일봉   |          |
| 2012                | SBS                                          | 주말극장 《내일이 오면》                          | 이일봉   |          |
| tvN                 | 미니시리즈 《결혼의 꼼수》                   | 이강재                                            |          |          |
| SBS                 | 일일연속극 《가족의 탄생》                   | 강윤재                                            |          |          |
| SBS                 | 일일연속극 《가족의 탄생》                   | 강윤재                                            | 2013     |          |
| SBS                 | 2014                                         | 일일연속극 《사랑만 할래》                        | 최재민   |          |
| SBS                 | 2015                                         | 주말 특별기획 《애인 있어요》                     | 백석     |          |
| SBS                 | 2016                                         | 주말 특별기획 《애인 있어요》                     | 백석     |          |
| 2017                | tvN                                          | 월화드라마 《내성적인 보스》                      | 우 기자  |          |
| 2017                | tvN                                          | 월화드라마 《막돼먹은 영애씨 16》                 | 이규한   |          |
| 2018                | MBC                                          | 주말드라마 《부잣집 아들》                        | 남태일   |          |
| 2019                | tvN                                          | 월화드라마 《왕이 된 남자》                       | 주호걸   |          |
| 2019                | tvN                                          | 단막극 《드라마 스테이지 - 각색은 이미 시작됐다》 | 필기     |          |
| 2019                | tvN                                          | 금요드라마 《막돼먹은 영애씨 17》                 | 이규한   |          |
| 2019                | MBN/iHQ DRAMA                                | 수목드라마 《우아한 가》                          | 모완수   |          |
| 2021                | JTBC                                         | 월화드라마 《선배 그 립스틱 바르지 마요》         | 이재운   |          |
| 2022                | SBS                                          | 금토드라마 《어게인 마이 라이프》                 |          | 특별출연 |
| 2022                | TV조선                                       | 토요드라마 《마녀는 살아있다》                    | 조두창   |          |
| 2022                | MBC                                          | 수목드라마 《일당백집사》                         | 빈센트   | 16부작   |
| 2023                | ENA                                          | 수목드라마 《행복배틀》                           | 강도준   | 16부작   |
| 2023                | ENA                                          | 수목드라마 《오랫동안 당신을 기다렸습니다》       | 박기영   | 14부작   |
| 2024                | SBS                                          | 금토드라마 《지옥에서 온 판사》                   | 정태규   | 14부작   |
| 2025                | SBS                                          | 금토드라마 《귀궁》                               | 연종대왕 | 16부작   |

### 영화
| 연도 | 제목                      | 역할   | 비고                               |
| ---- | ------------------------- | ------ | ---------------------------------- |
| 2007 | 《태양의 이면》           | 수현   |                                    |
| 2007 | 《마파도 2》              | 전기영 |                                    |
| 2011 | 《화이트: 저주의 멜로디》 | 최스폰 |                                    |
| 2013 | 《공범》                  | 김재경 | 특별 출연                          |
| 2018 | 《데자뷰》                | 선우진 | 본작의 서브 남주인공이자 중간 보스 |

### 뮤직비디오
- 2004년 플라워 2집 - 이곳에서
- 2004년 김종국 - 중독

## 연기 외 활동

### 예능
- 2009년 MBC 《스타의 친구를 소개합니다》
- 2011년 SBS 《일요일이 좋다 - 다이어트 서바이벌 빅토리》 MC
- 2015년 KBS2 《우리동네 예체능》
- 2015년 TRENDY 《Style Like It》
- 2015년 MBC 《진짜 사나이》
- 2015년 TV조선 《영수증을 보여줘》
- 2015년 tvN 《SNL 코리아 (시즌 6)》
- 2016년 JTBC 《천하장사》
- 2016년 SBS 《씬스틸러 - 드라마 전쟁》
- 2017년 tvN 《집밥 백선생 시즌 3》
- 2017년 MBC 《오빠생각》
- 2019년 tvN 《서울메이트 3》
- 2020년 MBN 《우리 다시 사랑할 수 있을까 시즌 1》 패널 MC
- 2022년 tvN 《줄 서는 식당》 - 38회
- 2022년 채널A 《요즘 남자 라이프 - 신랑수업》
- 2025년 KBS2 《오래된 만남 추구》- 게스트

### 광고
- 2006년 롯데칠성음료 레쓰비
- 2007년 하이트맥주
- 2015년 LF 헤지스 백팩(with 강남)
- 2015년 캐시 카우
- 2018년 이펀컴퍼니 삼국지M(with 이시언)

## 수상 및 후보
| 연도 | 시상식           | 부문                                       | 작품                 | 결과 |
| ---- | ---------------- | ------------------------------------------ | -------------------- | ---- |
| 2005 | SBS 연기대상     | 뉴스타상                                   | 사랑은 기적이 필요해 | 수상 |
| 2010 | MBC 방송연예대상 | 코미디부문 남자 우수상                     | 볼수록 애교만점      | 수상 |
| 2015 | SBS 연기대상     | 장편드라마부문 남자 우수연기상             | 애인 있어요          | 후보 |
| 2018 | MBC 연기대상     | 연속극부문 남자 우수연기상                 | 부잣집 아들          | 수상 |
| 2022 | MBC 연기대상     | 남자 조연상                                | 일당백집사           | 후보 |
| 2024 | SBS 연기대상     | 베스트 퍼포먼스상                          | 지옥에서 온 판사     | 수상 |
| 2024 | SBS 연기대상     | 미니시리즈 휴먼·판타지부문 남자 우수연기상 | 지옥에서 온 판사     | 후보 |